# 2329 Ортар
2329 Ортар (енгл. 2329 Orthos) је Аполо астероид са средњом удаљеношћу од Сунца која износи 2,403 астрономских јединица (АЈ).
Апсолутна магнитуда астероида је 14,9.